# LD Braithwaite (Rose)

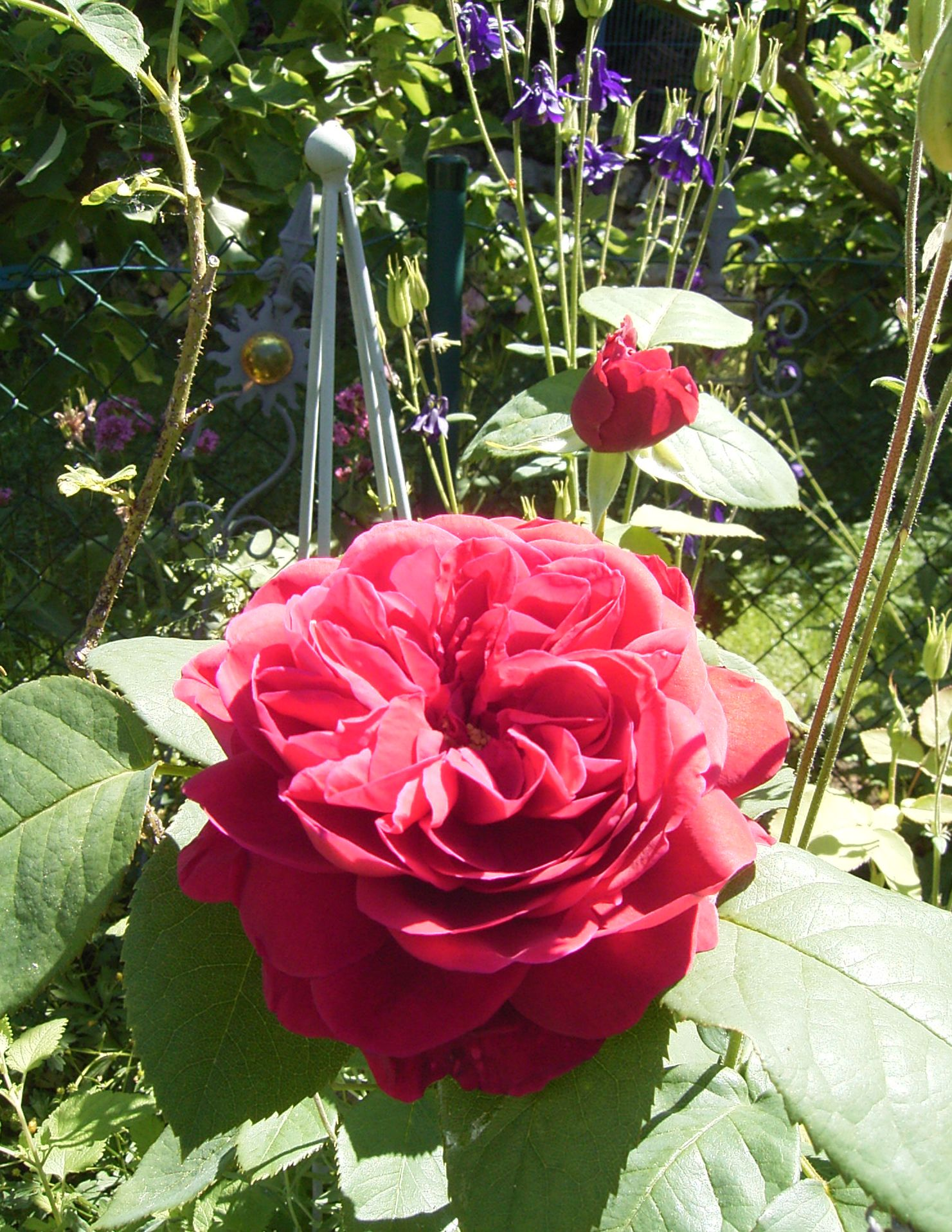
'L. D. Braithwaite'

Die Rosensorte L.D. Braithwaite, syn. 'Auscrim' ist eine Englische Rose, die David Austin 1988 eingeführt hat. Benannt ist die Rose nach Leonard Dudley Braithwaite, dem Schwiegervater von David Austin.

## Ausbildung
Als Abkömmling von 'Mary Rose' × 'The Squire' hat sie viele positive Eigenschaften von 'Mary Rose' geerbt. Sie bildet einen breit wachsenden, relativ niedrigen Strauch mit etwa 1 m Höhe. Die remontierende Rose 'L.D. Braithwaite' hat große, leuchtend karmesinrote, leicht schalenförmige, gefüllte Blüten mit dem kräftigen Duft alter Rosen.
Zitat:„…hat von allen Englischen Rosen das leuchtendste Karmesinrot, und es verblaßt nicht so schnell. … Sie hat einen kräftigen Alte-Rosen-Duft“.